# Sparkasse Büdelsdorf
Die Sparkasse Büdelsdorf war die mit einer Bilanzsumme von 165 Mio. EUR kleinste Sparkasse von Schleswig-Holstein und nach der Sparkassenrangliste 2006 zweitkleinste in Deutschland. Ihre Hauptgeschäftsstelle befand sich in der Stadt Büdelsdorf. Sie ist im dritten Quartal 2007 in der freien öffentlichen Sparkasse Mittelholstein der Nachbarstadt Rendsburg aufgegangen.

## Organisationsstruktur
Die Sparkasse Büdelsdorf war in ihrer Funktion als öffentliche-rechtliche Sparkasse eine Anstalt des öffentlichen Rechts. Rechtsgrundlagen für die Sparkasse waren das Sparkassengesetz für Schleswig-Holstein und die durch den Verwaltungsrat der Sparkasse erlassene Satzung. Organe der Sparkasse waren der Vorstand und der Verwaltungsrat.
Insgesamt beschäftigte die Sparkasse Büdelsdorf 43 Mitarbeiter. Sie betrieb drei Filialen (davon eine SB-Filiale).

## Geschichte
Die Gründung der Gemeinde-Sparkasse Büdelsdorf erfolgte im Jahr 1919. Diese wurde von den ortsansässigen Unternehmen in einer Umfrage allgemein begrüßt, allerdings auch durch Unwägbarkeiten juristischer und wirtschaftlicher Natur verzögert. So erfolgte der einstimmige Beschluss zur Errichtung einer Gemeinde-Sparkasse bereits am 22. November 1919 durch die Gemeindevertretung. Da die Satzung und der Errichtungsbeschluss zunächst nicht die Zustimmung des Regierungspräsidenten fand, musste in der Folgezeit noch die Zusicherung ergänzt werden, dass die Einlagen der Sparer durch einen geordneten Gemeindehaushalt gewährleistet seien. Mit Sitzung vom 12. Januar 1920 wurde dies erreicht. Die Bestätigung der Gemeinde-Sparkasse und der Satzung erfolgte durch Erlass am 10. Februar 1920. So war der Weg frei für die Aufnahme des Geschäftsbetriebs, welcher am 1. Mai 1920 erfolgte. Mit der Verleihung der Stadtrechte an die Gemeinde Büdelsdorf als Träger der Sparkasse wurde der Namensbestandteil „Gemeinde“ fallen gelassen. Die Umbenennung der Gemeinde-Sparkasse Büdelsdorf in Sparkasse Büdelsdorf erfolgte am 2. März 2000.
Aufgrund der geringen Größe der Sparkasse Büdelsdorf kam es zu Fusionsplänen mit der benachbarten Sparkasse Mittelholstein AG. Die Fusion der beiden Sparkassen wurde im dritten Quartal 2007 vollzogen.

## Filialstruktur
Die Sparkasse Büdelsdorf war an folgenden Standorten mit mitarbeiterbesetzten Geschäftsstellen präsent:
- Büdelsdorf (zwei Geschäftsstellen)
- Alt Duvenstedt

## Geschäftsausrichtung
Die Sparkasse Büdelsdorf betrieb als Sparkasse das Universalbankgeschäft. Im Verbundgeschäft arbeitete sie mit der Landesbausparkasse Schleswig-Holstein, LGS Leasinggesellschaft der Sparkassen GmbH, einer Tochter der Deutsche Leasing, der DekaBank Deutsche Girozentrale, der HSH Nordbank und der S Broker AG & Co. KG zusammen.